# Сивак Володимир Якович
Володимир Якович Сивак (Сівак) (нар. 1 червня 1930, село Поташ, тепер Тальнівського району Черкаської області — 27 листопада 2019, місто Нововолинськ Волинської області) — український радянський діяч, шахтар, новатор виробництва, бригадир робітників очисного вибою шахти № 9 «Нововолинська» комбінату «Укрзахідвугілля» Волинської області. Герой Соціалістичної Праці (30.03.1971). Член Ревізійної комісії КПУ в 1976—1981 р. Депутат Верховної Ради СРСР 9-го скликання.

## Біографія
Народився в селянській родині. Закінчив Потаську семирічну школу. Трудову діяльність розпочав 1945 року в колгоспі імені Шевченка села Поташ.
З 1946 року навчався в Криворізькій школі фабрично-заводського навчання, після закінчення якої з 1949 року працював електрослюсарем, вибійником шахти, бурильником щебневого заводу, робітником очисного вибою шахти № 1 «Привільнянська-Південна» міста Лисичанська Ворошиловградської області.
У 1957 році переїхав у місто Нововолинськ Волинської області, де працював робітником очисного вибою шахти № 3 «Нововолинська».
Член КПРС з 1960 року.
З 1963 року — бригадир робітників очисного вибою шахти № 9 «Нововолинська» комбінату (з 1974 року — виробничого об'єднання) «Укрзахідвугілля» Волинської області.
Бригада очолювана Сиваком досягла високої продуктивності праці: при плані 1060 тонн вона щодоби видобувала 1100-1200 тонн вугілля. Державний план видобутку вугілля за 3 роки бригада виконала на 104,9 відсотка і дала понад план 37122 тонни вугілля. Бригаді було присвоєно звання колективу комуністичної праці.
Потім — на пенсії в місті Нововолинську Волинської області.

## Нагороди
- Герой Соціалістичної Праці (30.03.1971)
- два ордени Леніна (29.06.1966, 30.03.1971)
- орден Трудового Червоного Прапора (23.05.1975)
- медаль «За трудову доблесть» (28.05.1960)
- медаль «За доблесну працю. В ознаменування 100-річчя з дня народження Володимира Ілліча Леніна» (1970)
- медалі
- знак «Відмінник соціалістичного змагання СРСР»
- знак «Шахтарської слави» І ст.
- знак «Шахтарської слави» ІІ ст.
- знак «Шахтарської слави» III ст.
- Почесна грамота Президії Верховної Ради Української РСР (28.08.1970)